# インディペンデンス・パーク (ジャマイカ)
インディペンデンス・パーク (英語: Independence Park) はジャマイカの首都キングストンにある総合スポーツ文化施設である。インディペンデンス・パークには様々なスポーツの施設の複合体 (スポーツコンプレックス) となっている。競技場の入口にはボブ・マーリーの銅像がある。

## 国立競技場
国立競技場は主にサッカーの試合に利用されており、サッカージャマイカ代表がホームスタジアムとして利用している。また、陸上競技にも利用され、オリンピックの選考会やコモンウェルスゲームズの際ジャマイカ代表が使用している。
国立競技場は1962年に開催された中央アメリカ・カリブ海競技大会において開会式と閉会式、陸上競技、自転車競技を行うメインスタジアムとして建設された。また、1966年に開催されたコモンウェルスゲームズでも使用されている。収容人数は35,000人。
施設概要:
- ワールドアスレティックス規格の400mトラック (メインスタジアムの東側にあるウォームアップ用トラック は現在規格を満たすための改修工事が行われている)
- 陸上トラックの周りにある500mのコンクリート製自転車競技場
- FIFA規格のサッカーフィールド
- メディアセンター
- 貴賓席 (VIPルーム)

オリンピック金メダリストであるドン・クォーリーの銅像がスタジアムの入口付近に建設されている。
その他、アーサー・ウィント、ハーブ・マッキンリー、マリーン・オッティの銅像が施設内に存在する。

## プール
プールは1962年にジャマイカで開催された中央アメリカ・カリブ海競技大会に向けて建設された。収容人数は8,500人。

## ナショナル・アリーナ
ナショナル・アリーナは1966年のコモンウェルスゲームズにおいて、ウェイトリフティングやレスリング競技を開催する場所として1963年に建設された。収容人数は3,000人。
現在、ネットボール、卓球などを含む様々なスポーツ競技大会に使用されており、その他にもフラワーショー、展覧会、音楽祭などの様々な催しや国家の葬儀場として使用されてきた。

## ナショナル・インドア・アリーナ
ナショナル・インドア・アリーナは2003年のIFNAネットボール世界選手権開催に合わせ、ナショナル・アリーナに隣接する形で建設された。2002年に建設され、収容人数は6,000人。